# Diamonds Unlocked
Diamonds Unlocked (с англ. — «Обнаруженные бриллианты») — двенадцатый студийный альбом немецкого гитариста Акселя Руди Пелла, вышедший в 2007 году. Альбом содержит 10 кавер-версий на песни, в том числе и таких «не металлических» исполнителей, как Фил Коллинз и Майкл Болтон в хард рок обработке. Также на альбоме присутствует интро, написанное самой группой.

## Список композиций
1. «The Diamond Overture» (Axel Rudi Pell)
2. «Warrior» (Riot)
3. «Beautiful Day» (U2)
4. «Stone» (Chris Rea)
5. «Love Gun» (Kiss)
6. «Fools Game» (Michael Bolton)
7. «Heartbreaker» (Free)
8. «Rock the Nation» (Montrose)
9. «In the Air Tonight» (Phil Collins)
10. «Like a Child Again» (The Mission)
11. «Won’t Get Fooled Again» (The Who)

## Участники записи
- Axel Rudi Pell — Гитара
- Johnny Gioeli — Вокал
- Ferdy Doernberg — Клавишные, акустическая гитара на треке «Love Gun»
- Volker Krawczak — Бас-гитара, акустическая гитара на треке «Love Gun»
- Mike Terrana — Барабаны, перкуссия